# Farhana Afroz Bappy
Farhana Afroz Bappy (en bengali ফারহানা আফরোজ বাপ্পি) est une graveuse et peintre bengalie basé à Dacca, au Bangladesh.
Elle a cofondé le collectif d'artistes femmes Colours ainsi que l'espace culturel Studio 6/6 avec son époux Najib Tareque et sa fille Taiara Farhana Tareque.

## Biographie
Farhana Afroz Bappy étudie la gravure à la faculté des Beaux-Arts (en) de l'Université de Dacca, d'où elle obtient un diplôme dans la discipline et où elle rencontre l'artiste Najib Tareque,,.
Elle ne se lance pas tout de suite dans sa carrière artistique, travaillant d'abord comme professeure et productrice pour Grameen Check. Cette expérience lui permet de se lancer dans la création de mode et d'ouvrir sa propre boutique, Bangal. Avec l'aide de l'Académie bengalaise, elle y développe les projets Shlok et Khapchokra, qui consistent à produire des magazines de t-shirts contenant de la poésie et des illustrations,,.
Farhana Afroz Bappy est cofondatrice de Colours, un collectif d'artistes femmes pluridisciplinaires qui organisent des expositions annuelles à l'université de Dacca ou dans d'autres galeries,.
Farhana Afroz Bappy épouse Najib Tareque, avec qui elle a une fille, l'artiste Taiara Farhana Tareque (née en 1994) et un fils, Farhand Abu Tamjiad,.
En 2015, la famille déménage à Mohammadpur Thana (en), un quartier de Dacca, la capitale du Bangladesh. Le coupe accomode la maison de telle sorte qu'ils puissent créer atelier-galerie au rez-de-chaussée. C'est ainsi que Farhana Afroz Bappy, son mari et sa fille créent le Studio 6/6, un atelier, galerie et centre culturel situé dans le bâtiment où ils vivent, à Mohammadpur Thana (en), un quartier de Dacca, la capitale du Bangladesh,,. La première exposition, Art Makes Us Human, se tient en 2016 et a un certain succès. Elle porte un concept d'art virtuel (en) en ligne commencé en juillet 2015 sur le réseau social Instagram et est la première exposition physique de ce type dans le pays,, avec environ 15 estampes physiques de peintures numériques. Par la suite, la galerie a accueilli plusieurs expositions, ateliers et événements mettant en vedette des artistes de différents talents, tels que des musiciens, des peintres, des écrivains, etc..
En avril 2017, une exposition commune du couple Tareque est organisée à Dacca dans leur propre galerie d'art Studio 6/6 sous le titre « Nirman » (« Construction »),.
En 2018, elle tient une exposition individuelle importante à Jatra Biroti intitulée Deyal (« Mur »), dans laquelle elle présente un ensemble significatif de peintures acryliques abstraites. Elle est constituée d'une série intitulée Impression, qui contient de grands formats, d'une autre intitulée Jolchhaya (« Hydraulique »), qui contient de plus petits formats. Ces deux séries, dont l'influence de la création de mode est très présente, font appel à la technique de l'impression au bloc de bois et à un effet de teinture, connu sous le nom de batik. Les œuvres, principalement des monochromes abstraits, font écho à ces techniques ancestrales au travers des couleurs et des motifs répétitifs, tout en proposant des effets de saturation et de volumes propres, dont l'influence de sa formation de graveuse est palpable. Dans son œuvre, elle explore principalement la psychologie humaine et le fonctionnement de la société.